# Alosa sapidissima
El sábalo (Alosa sapidissima) es una especie de pez de la familia Clupeidae en el orden de los Clupeiformes.

## Etimología
El nombre del género Alosa deriva de la palabra latina alosa, referido a un tipo de pez, probablemente un sábalo o un arenque. El epíteto específico sapidissima es el superlativo del adjetivo latino sapidus, que significa "sabroso" por lo que podría traducirse como "sabrosísimo", utilizado para describir la sabrosa carne de esta especie, considerada un manjar en algunas tradiciones culinarias. Su nombre común "sábalo" proviene del hispano-céltico *sabolos ‘estival’ o bien del galo*sabŏlos, ambos a su vez del protocelta *samos que significa "verano" por la época (mayo y junio) en que aparecían estos peces.

## Morfología
- Los machos pueden alcanzar 76 cm de largo total y 61,7 las  hembras.
- Número de  vértebras: 51-60.

## Reproducción
Las  larvas se desarrollan en los ríos durante el verano y, cuando llega el otoño, bajan al mar hasta que llegan a la madurez sexual y, entonces, vuelven a los arroyos para desovar.

## Alimentación
Come plancton (principalmente copépodos y misidaceos) y, de vez en cuando, pececillos. Se abstiene de comer durante sus  migraciones.

## Parásitos
Es parasitado por nematodos, acantocéfalos, copépodos y duelas.

## Depredadores
Es depredado por Morone saxatilis, Pomatomus saltator,  Petromyzon marinus y Phoca vitulina.

## Distribución geográfica
Se encuentra en Norteamérica: desde Terranova y Nueva Escocia hasta la Florida central. Como consecuencia de haber sido introducido en los ríos  Sacramento y  Columbia también es ahora presente desde Cook Inlet (Alaska) hasta Baja California ( México ). Asimismo, fue introducido también en la Península de Kamchatka (Rusia).

## Longevidad
Puede llegar a vivir 13 años.

## Valía comercial
Es pescado comercialmente en los rios y estuarios durante sus migraciones para desovar.